# Канцелярская кнопка
Канцеля́рская кно́пка (от «канцелярия») — металлическое изделие для прикрепления какого-либо предмета к чему-либо (например, бумаги к доске объявлений). Названы так, потому что их часто используют в делопроизводстве.
Существует две основные конструкции кнопок: классическая (в американском английском обычно обозначаемая термином англ. thumbtack) и альтернативная (англ. pushpin).
|  | Классическая кнопка состоит из круглой шляпки и вырубленного из неё клином равнобедренного недлинного (технологическое ограничение в половину размера шляпки) треугольного острия, отогнутого под прямым углом. Такие кнопки часто ломаются после нескольких неаккуратных использований, особенно если сделаны из слишком хрупкого металла.                                                                                                 |
|  | Альтернативные кнопки имеют разноцветные (как правило, пластмассовые) ручки, форма которых похожа на цилиндр с эргономичными кольцеобразными упорами. Из центра ручки выходит металлический гвоздик с заточенным на конце остриём, который обычно намного длиннее, чем остриё у классических кнопок. Их отличает прочность и долговечность, так как легко проконтролировать направление усилия, прилагаемого на вдавливание и вытаскивание. |
|  | Набирает популярность гибридный вариант с гвоздиком от альтернативной и дискообразной шляпкой от классической кнопки. Шляпка выполнена из слегка выпуклого металла, иногда плакированного цветным напылением или покрытого разноцветным пластиком. Они не всегда долговечны, особенно если шляпка соединена с гвоздиком путём его обжима в центральный паз, а не точечной сваркой.                                                          |

## История
К концу XIX века производилось три вида канцелярских кнопок:
1. с головкой, изготовленной из бронзы, и вставленным в неё стальным остриём;
2. похожая на предыдущую, но с тыльной частью острия, образующей площадку, предотвращающую повреждение головки и ранение пальца;
3. изготовленная из стального провода в виде спиральки с остриём в центре.